# マリアン・ピブカ
マリアン・ピブカ (Marian Pivka)は、スロバキアのピアニスト。
ブラチスラバ音楽院の教授を務める。Discogsに掲載されているメディアとして、ショパンのピアノ協奏曲第2番、フランツ・シューベルトやエドヴァルド・グリーグのピアノ小品などの録音が多数販売されている。